# Giuliana Nenni
Giuliana Nenni (Forlì, 26 dicembre 1911 – Roma, 19 marzo 2002) è stata una politica, giornalista e traduttrice italiana, figlia primogenita del più volte ministro e segretario del Partito Socialista Italiano Pietro Nenni.

## Biografia
Vide la luce mentre il padre era in carcere, per le proteste contro la guerra italo-turca (1911). Nel 1926 tutta la famiglia (aveva altre tre sorelle) fu costretta all'esilio per le persecuzioni del regime fascista. A Parigi seguì i corsi di “Civilisation française” alla Sorbona; poi si dedicò al giornalismo, come redattrice del giornale socialista «Populaire» e alla politica, come segretaria del Comitato di lotta antifascista (1936).
Con l'entrata in guerra dell'Italia e l'occupazione tedesca della Francia (giugno 1940), il padre si stabilì in "semiclandestinità" con la famiglia a Palalda, nei Pirenei orientali, per poi subire il confino a Saint-Flour, insieme a Giuliana. Quest'ultima rientrò a Roma dopo la caduta di Mussolini e partecipò alla resistenza, costituendo un piccolo comitato con Adele Bei Ciufoli, le sorelle Ribet, Adele Maria Jemolo, Maria Fermi, Linda Puccini ed altre, impegnato ad aiutare prigionieri in fuga, sbandati, a organizzare manifestazioni, a distribuire stampa e manifesti.
Nel dopoguerra fu tra le promotrici dell'Unione Donne in Italia-UDI, con Rita Montagnana, Rosa Fazio Longo e Marisa Cinciari Rodano.
Nel 1948 fu eletta alla Camera dei deputati nelle liste del Fronte Democratico Popolare e si iscrisse al gruppo parlamentare socialista; fu rieletta nel 1953 nelle liste socialiste. Alla Camera proseguì la collaborazione con le altre parlamentari provenienti dall'Unione Donne, presentando una serie di proposte di legge aventi ad oggetto l'emancipazione della donna, in particolare nel mondo del lavoro. Fu firmataria della legge n. 394/1951: "Conservazione del posto di lavoro alle lavoratrici madri", insieme a Carlo Venegoni e Teresa Noce e della legge n. 35/1952: "Estensione dell'assicurazione assistenza malattie ai lavoratori addetti ai servizi domestici familiari", insieme a Giuseppe Di Vittorio, Fernando Santi e Gisella Della Portella. Fu inoltre tra i firmatari della legge di abrogazione della normativa elettorale maggioritaria del 1953 (cosiddetta "legge truffa"), insieme a tutti i maggiori esponenti del Partito Socialista (Pietro Nenni, Sandro Pertini, Riccardo Lombardi, Lelio Basso ed altri). Altre sue proposte di legge sulle pari opportunità e il diritto di famiglia, non approvate all'epoca perché troppo avanzate, sarebbero state oggetto di battaglie civili nei decenni successivi (tutela della maternità; tutela giuridica dei figli nati fuori dal matrimonio; modificazione delle norme del Codice civile attinenti alla patria potestà; parità dei diritti e delle retribuzioni per un pari lavoro, etc.).
Eletta al Senato nel 1958 e nel 1963, Giuliana Nenni è stata la prima parlamentare della Repubblica a proporre una legge sul divorzio (1958), riproponendo in Senato il disegno di legge del compagno di partito Luigi Renato Sansone sul cosiddetto piccolo divorzio, applicabile solo ai matrimoni con scomparsi senza lasciare traccia, condannati a lunghe pene detentive, coniuge straniero in presenza di divorzio all'estero, malati di mente, lunghe separazioni fra i coniugi o tentato omicidio del coniuge.
Lasciata la politica parlamentare, fece da segretaria all'anziano padre e, dopo la morte di quest'ultimo, ne curò il riordino delle carte e la pubblicazione delle pagine del Diario. Anche nei suoi ultimi anni di vita fu consigliera e interlocutrice dei più importanti esponenti socialisti.
Morì il 19 marzo 2002 all'età di 90 anni.